# 上海路 (桂林)

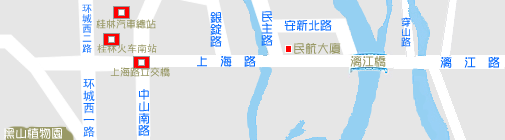
桂林上海路

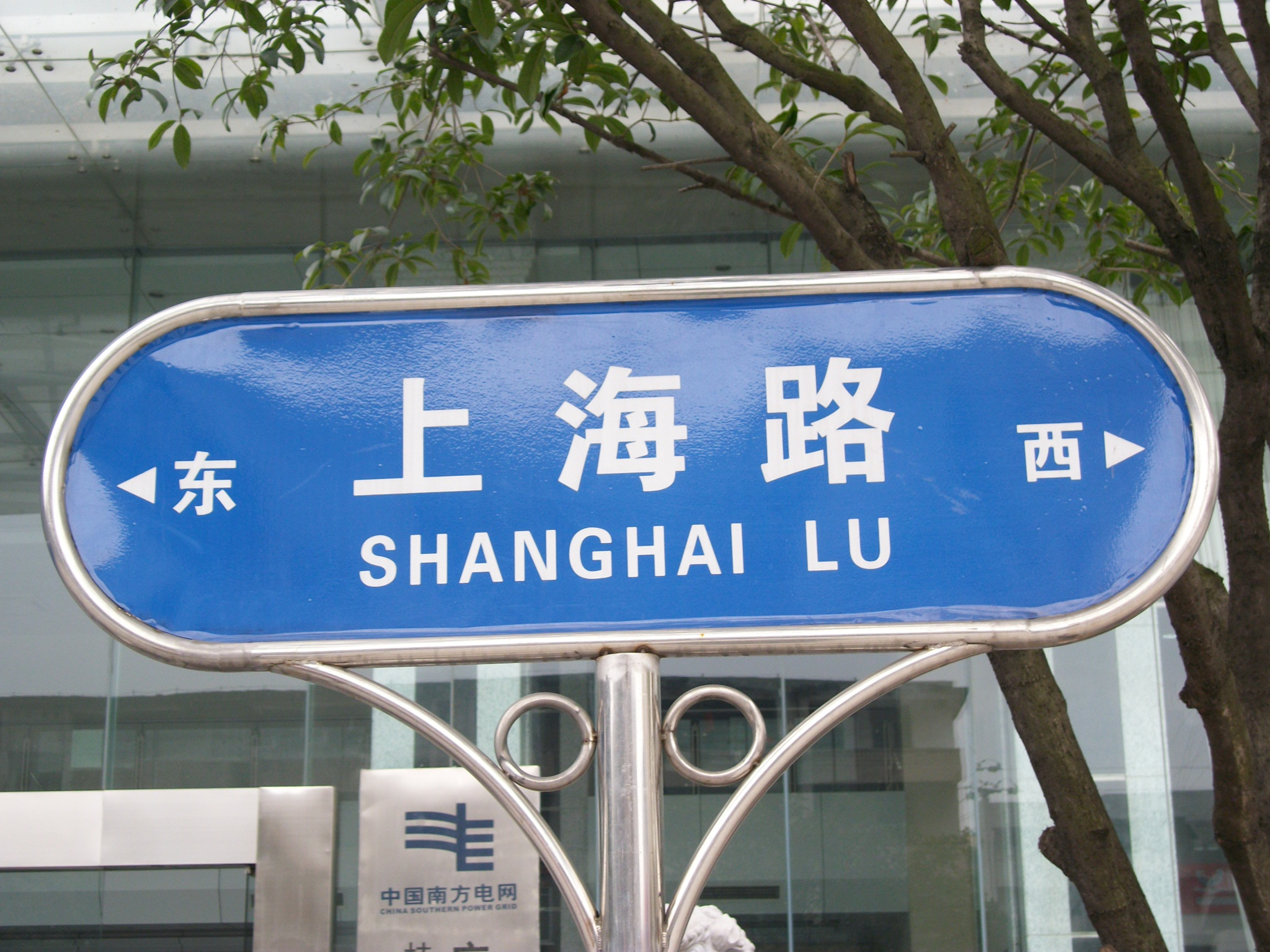
上海路

上海路，位于桂林市象山区的东西向城市主干道之一。东起漓江桥西端，西至香江大饭店十字路口，接翠竹路，中段与中山南路、雉山路、上海南路相接。道路设有公交专用车道，两旁的非机动车道和人行道分离。

## 名称由来
1960年代，考虑到桂林市工业基础薄弱，一批中国东部沿海发达地区的企业内迁支援。原位于上海市黄浦区的上海唐拾义制药厂迁至桂林，后更名为桂林制药厂。该厂门前原有一简易道路，后拓展为城市主干道。桂林市为感谢上海市过去的支持，将该道路命名为上海路。
值得注意的是，上海市也有一条“桂林路”，但与此并无关系。

## 历史
1964年始称上海路，东起雉山桥，西至中山南路。
1966年更名工人路。
1978年复名上海路。
1985年12月改为现起止点。

## 改造
2001年4月由于原上海路路面宽仅23至32米难以负担高峰期的车流量，桂林市政府特制定上海路改造工程实施方案，工程于开工，并于9月完工。改造后的上海路是市区的要道，连接了东西城区，极大地缓解了市中心的交通压力并受到市民的一致好评。左侧的上海路立交桥是桂林历史上第一座三层立交桥。
上海路工程共埋设雨、污水管线1400米，电力管线下地1300米，通讯管线下地1300米，埋设燃气管道1500米，立面改造2万多平方米。